# One Man Band (James Taylor)
One Man Band è un album studio di James Taylor, pubblicato in 2 versioni: la prima su CD contiene 19 canzoni dal vivo, la seconda invece comprende anche un DVD del concerto che dura circa 2 ore.

## Tracce
1. Something in the Way She Moves - 3:47 (James Taylor)
2. Never Die Young - 4:24 (James Taylor)
3. The Frozen Man - 5:07 (James Taylor)
4. Mean Old Man - 3:42 (James Taylor)
5. School Song - 1:27 (Larry Goldings)
6. Country Road - 4:08 (James Taylor)
7. Slap Leather - 3:07 (James Taylor)
8. My Traveling Star - 4:11 (James Taylor)
9. You've Got a Friend - 5:01 (Carole King)
10. Steamroller Blues - 5:59 (James Taylor)
11. Secret O' Life - 3:42 (James Taylor)
12. Line 'Em Up - 4:39 (James Taylor)
13. Chili Dog - 1:57 (James Taylor)
14. Shower the People - 4:56 (James Taylor)
15. Sweet Baby James - 3:41 (James Taylor)
16. Carolina in My Mind - 5:04 (James Taylor)
17. Fire and Rain - 4:52 (James Taylor)
18. Copperline - 4:52 (Reynolds Price - James Taylor)
19. You Can Close Your Eyes - 3:08 (James Taylor)
20. One Man Band: The Concert[4]